# Pyramide (Münnerstadt)

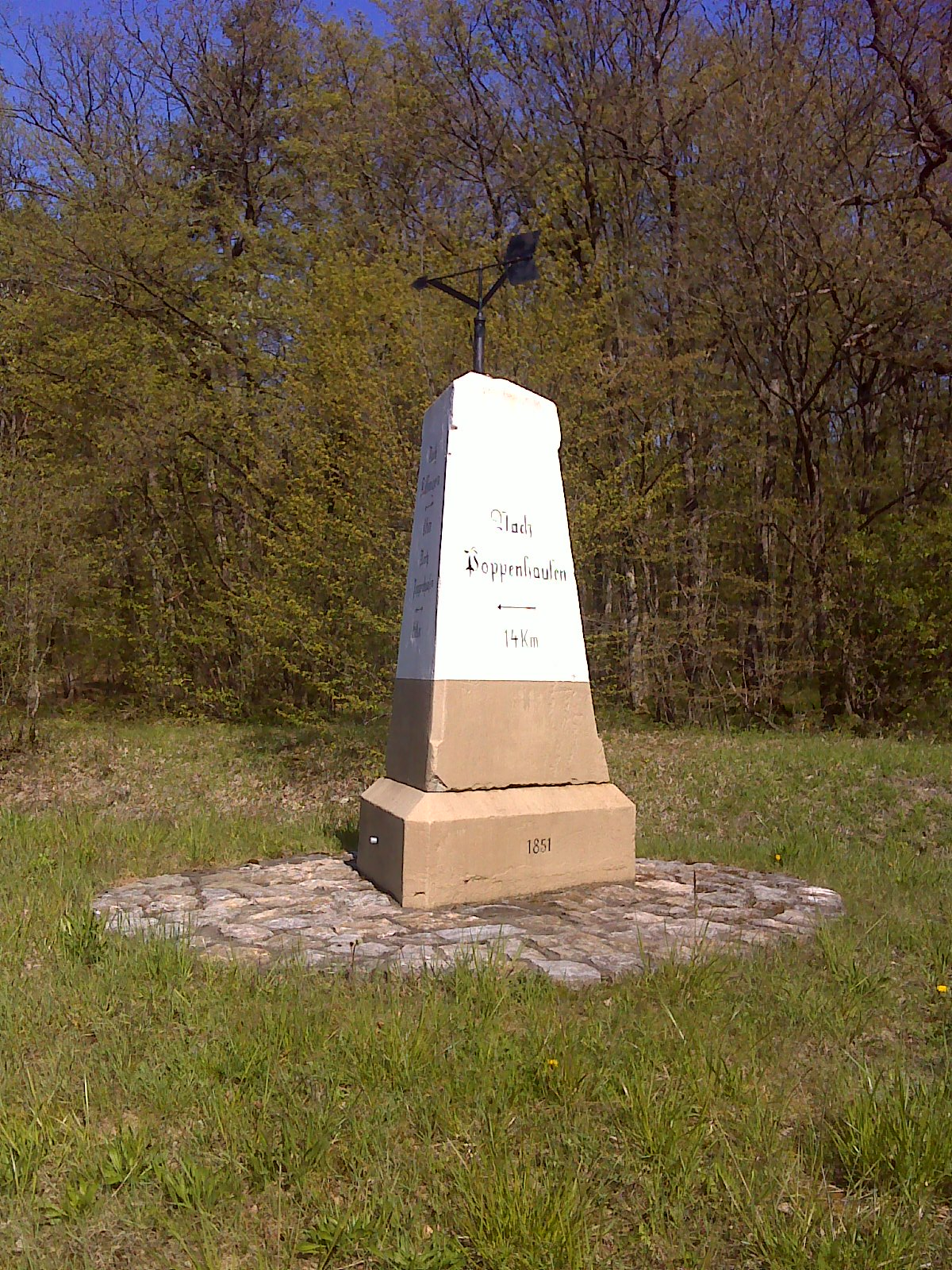
Wegweiser am Schnittpunkt der B 287 mit der B 19 zwischen Nüdlingen und Münnerstadt.

Die Pyramide ist eine Wegweisersäule am Schnittpunkt der von Nüdlingen kommenden B 287 mit der nach Münnerstadt führenden B 19 im unterfränkischen Landkreises Bad Kissingen.
Der Wegweiser gehört zu den Münnerstädter Baudenkmälern und ist unter der Nummer D-6-72-135-89 in der Bayerischen Denkmalliste registriert.

## Beschreibung
Der 235 cm hohe Wegweiser aus Sandstein entstand im Jahr 1851.
Der als „Pyramide“ bezeichnete Wegweiser steht auf einer Grünfläche am Schnittpunkt von B 19 und B 287 zwischen Nüdlingen und Münnerstadt und weist den Weg in drei Richtungen.
Der Wegweise hat drei Seiten und ist konisch zulaufend; die Seitenflächen beginnen an der Basis mit einer Breite von 125 cm.
An den drei Seiten befinden sich im oberen, weiß gekalkten Teil folgende Beschriftungen:
| Nach Kissingen 8 km Nach Poppenhausen 14 km | westliche Seite |
| Nach Kissingen 8 km                         | südliche Seite  |
| Nach Kissingen 8 km Nach Poppenhausen 14 km | nördliche Seite |

Der untere, grau gestrichene Teil ist durch einen dunklen Farbstreifen abgesetzt und trägt die Jahreszahl „1851“. Eine weiß-blau bemalte Windfahne aus Eisen befindet sich auf der Spitze des Steins.